# 闕宣
闕宣（？—193年），東漢末期人物，下邳人。初平四年（193年），自稱天子。闕宣與徐州刺史陶謙共同派兵攻佔泰山郡的華、費，劫掠任城。後闕宣為陶謙殺害，陶謙收編其追隨者。